# Альдрованда Зуся
Альдрованда Зуся (лат. Aldrovanda zussii) — вид ископаемых травянистых насекомоядных растений рода Альдрованда (Aldrovanda) семейства Росянковые (Droseraceae). Вид известен по окаменелым семенам из плейстоценовых отложений в Белоруссии.
Вид назван в честь белорусского исследователя плейстоцена М. Е. Зуся, открывшего местонахождение ископаемой флоры у д. Корчево.

## Ботаническое описание
Семена крупные, 1.4-1.5X1.1-1.15 мм, отношение длины к ширине равно 1.3, эллипсоидные, симметричные, раздутые, прямые. Халазовый бугорок приплюснут, высотой до 50 мкм, горлышко около 100 мкм, почти цилиндрическое, резко обособленное, угол перехода от горлышка к корпусу семени 140-148°. Высота клеток эпидермы 75 мкм, субэпидермы 100 мкм. Шероховатость поверхности образована слабовыпуклыми ячейками неправильной 5-7-угольной, преимущественно 6-угольной формы диаметром 16—24 мкм и ямками треугольной и угловато-овальной формы диаметром 1.2-1.8 мкм. Контуры ячеек нечеткие, центры отдельных ячеек сильно выпячены в виде папиллообразных бугорков.

## Распространение
Вид был распространен в плейстоцене Западной Белоруссии. Известно 4 семени из межледниковых отложений разреза близ д. Корчево Барановичского р-на Брестской области и 1 семя из отложений у д. Романюки Новогрудского р-на Гродненской области.

## Эволюция
В конце миоцена-раннем плиоцене от основного ствола секции Aldrovanda отделилась ветвь, в основании которой находится вид A. еuropaea. Потомками этого вида являются самый древний плейстоценовый вид A. zussii и два раннесреднеплейстоценовых вида — A. dokturovskyi, A. borysthenica. A. zussii, вероятно, занимает особое положение на этой ветви. Эволюционная продвинутость этого вида выражается в увеличении размеров и ширины семян, 
уменьшении размеров угловых ямок, возникновении нерегулярной перфорации поверхности. 